# Спирино (Верховажский район)
Спирино — деревня в Верховажском районе Вологодской области.
Входит в состав Чушевицкого сельского поселения, с точки зрения административно-территориального деления — в Чушевицкий сельсовет.
Расстояние по автодороге до районного центра Верховажья — 51,8 км, до центра муниципального образования Чушевиц — 8 км. Ближайшие населённые пункты — Владыкина Гора, Дуброва, Кайчиха.
По переписи 2002 года население — 29 человек (15 мужчин, 14 женщин). Всё население — русские.
Легенда о происхождении названия рассказывает о двух братьях, которых звали Спиря и Владыка. Они выбирали место, чтобы обосноваться, и поспорили, какой из двух холмов выбрать. Поругались и стали каждый жить на своем холме, откуда и появились названия — Спирино и Владыкина Гора.